# Eunomia rubripunctata
Eunomia rubripunctata là một loài bướm đêm thuộc phân họ Arctiinae, họ Erebidae.